# Poprawczy Obóz Pracy
Poprawczy obóz pracy (ros.) Исправительно-трудовой лагерь, ИТЛ - jedna z radzieckich instytucji penitencjarnych, wchodząca w skład systemu Gułag.